# Zwitserland op het Eurovisiesongfestival 1981
Zwitserland nam deel aan het  Eurovisiesongfestival 1981, gehouden in Dublin, Ierland. Het was de 26ste deelname van het land.

## Selectieprocedure
Men koos ervoor om een nationale finale te houden. Deze vond plaats in Geneve, en werd gepresenteerd door Jean-Pierre Pastori.
Aan deze finale deden 6 acts mee en de winnaar werd bepaald door 3 regionale jury's.
| Volgorde | Artiest             | Lied                    | Punten | Plaats |
| -------- | ------------------- | ----------------------- | ------ | ------ |
| 1        | Peter, Sue and Marc | "Io senza te"           | 30     | 1      |
| 2        | Rose Brown          | "Du fehlst mir"         | 13     | 5      |
| 3        | Pascal Auberson     | "Comme l'eau de la mer" | 16     | 4      |
| 4        | Ireen Indra         | Io                      | 21     | 3      |
| 5        | Swiss Union         | "San Gottardo"          | 25     | 2      |
| 6        | Mariella Farré      | "Una cosa meravigliosa" | 6      | 6      |

## In Dublin
Zwitserland moest als negentiende aantreden op het festival, net na Cyprus en voor Zweden. Op het einde van de puntentelling bleek dat ze 121 punten hadden verzameld, goed voor een vierde plaats.
Men ontving 5 maal het maximum van de punten.
Nederland had 1 punt en België geen punten over voor de Zwitserse inzending.

### Gekregen punten

#### Finale
| 12 punten                                                           | 10 punten                           | 8 punten               | 7 punten               | 6 punten             |
| ------------------------------------------------------------------- | ----------------------------------- | ---------------------- | ---------------------- | -------------------- |
| - Finland - Ierland - Noorwegen - Joegoslavië - Verenigd Koninkrijk | - Cyprus - Frankrijk                | - Luxemburg - Portugal | - Duitsland            |                      |
| 5 punten                                                            | 4 punten                            | 3 punten               | 2 punten               | 1 punt               |
|                                                                     | - Denemarken - Griekenland - Spanje |                        | - Oostenrijk - Turkije | - Nederland - Zweden |

### Punten gegeven door Zwitserland

#### Finale
Punten gegeven in de finale:
| 12 punten | Frankrijk           |
| 10 punten | Joegoslavië         |
| 8 punten  | Verenigd Koninkrijk |
| 7 punten  | Griekenland         |
| 6 punten  | Luxemburg           |
| 5 punten  | Finland             |
| 4 punten  | Israël              |
| 3 punten  | Cyprus              |
| 2 punten  | Spanje              |
| 1 punt    | Ierland             |

1956 · 1957 · 1958 · 1959 · 1960 · 1961 · 1962 · 1963 · 1964 · 1965 · 1966 · 1967 · 1968 · 1969 · 1970 · 1971 · 1972 · 1973 · 1974 · 1975 · 1976 · 1977 · 1978 · 1979 · 1980 · 1981 · 1982 · 1983 · 1984 · 1985 · 1986 · 1987 · 1988 · 1989 · 1990 · 1991 · 1992 · 1993 · 1994 · 1995 · 1996 · 1997 · 1998 · 1999 · 2000 · 2001 · 2002 · 2003 · 2004 · 2005 · 2006 · 2007 · 2008 · 2009 · 2010 · 2011 · 2012 · 2013 · 2014 · 2015 · 2016 · 2017 · 2018 · 2019 · 2020 · 2021 · 2022 · 2023 · 2024 · 2025